# 居里島
居里島（英語：Curie Island），是南極洲的島嶼，位於阿黛利地，處於德比島西南面2公里，屬於地質學群島的一部分，由美國海軍拍攝空中照片，以該國物理學家和化學家皮埃爾·居里和瑪麗·居里命名，現時由南極條約體系管理。